# 뉴캐슬 이글스
뉴캐슬 이글스(Newcastle Eagles)는 영국 뉴캐슬어폰타인을 연고로 하는 프로 농구 구단이다.